# Monpardiac

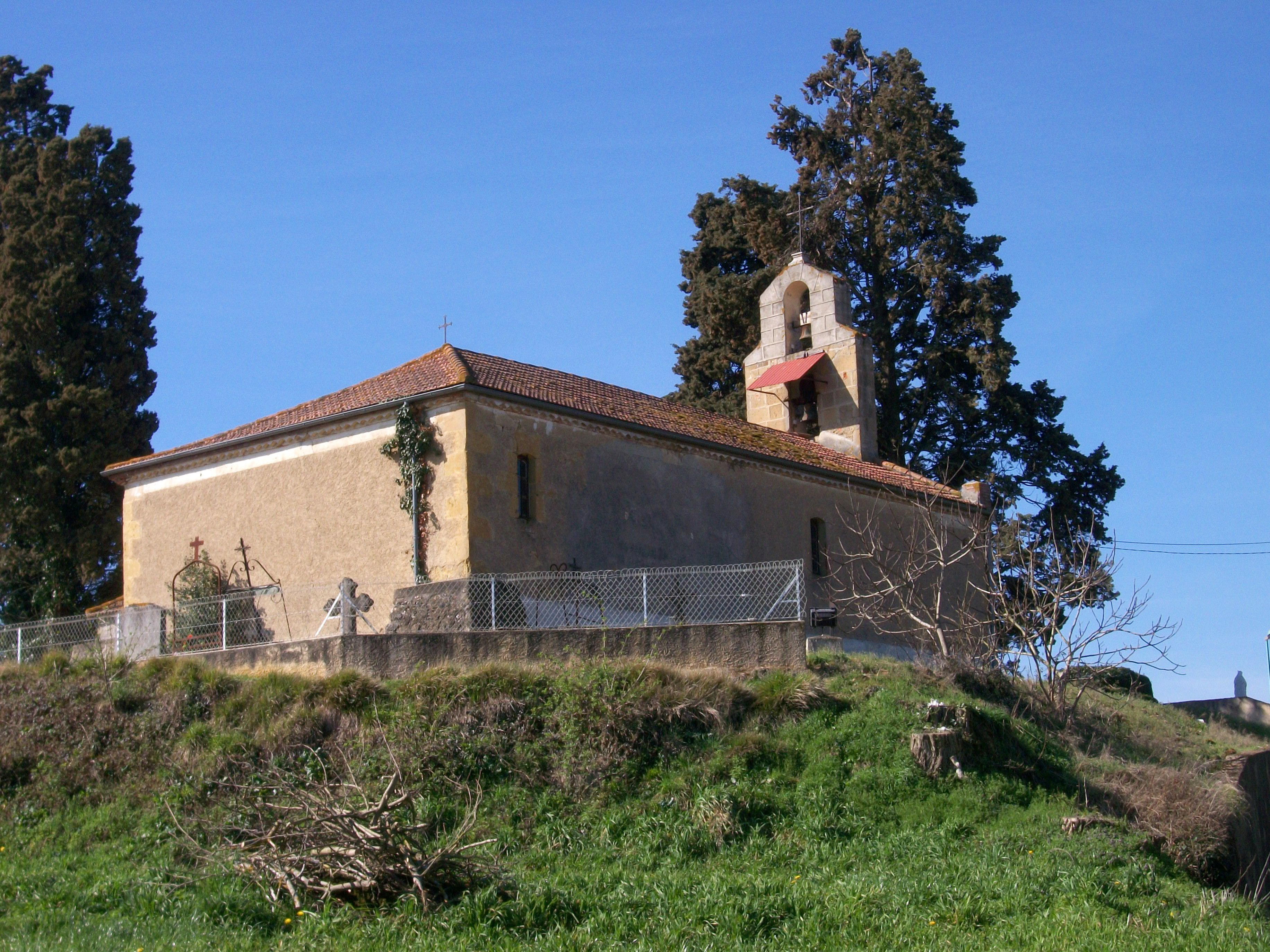
Monpardiac

 Monpardiac  là một xã thuộc tỉnh Gers trong vùng Occitanie tây nam nước Pháp. Xã này có độ cao trung bình 180 mét trên mực nước biển.